# H. Scott Gordon
H. Scott Gordon (1924–16. Mai 2019) war ein kanadischer Ökonom und Wissenschaftler. Er wurde in Halifax, Nova Scotia geboren. Er ist Autor eines wegweisenden Artikels über die Ökonomie der Allgemeingüter am Beispiel der Fischerei, Economic Theory of a Common-Property Resource: The Fishery, der 1954 in The Journal of Political Economy erschien.

## Werdegang
Gordon besuchte öffentliche Schulen und erlangte 1944 seinen Bachelorabschluss an der Dalhousie University in Nova Scotia, Kanada. Seinen Masterabschluss in Wirtschaftswissenschaften machte Gordon an der Columbia University in New York City, USA und der McGill University in Montreal, Kanada. Von 1947 bis 1948 war er an der McGill University als Dozent für Wirtschaftswissenschaften tätig, bevor er 1948 seine Lehrkarriere an der Carleton University (damals Carleton College) in Ottawa fortsetzte. Er half bei der Gründung des Wirtschaftsinstituts der Carleton University und leitete dieses von 1948 bis 1966. Im Jahr 1966 wurde er Professor am Institut für Wirtschaft an der Indiana University, wo er bis 1988 am Institut für Wirtschaft lehrte. Von 1970 bis 1973 war Gordon außerdem Vorsitzender des Instituts für Wirtschaft und ab 1983 zusätzlich auch am Institut für Geschichte und Wissenschaftstheorie tätig. Von 1970 bis 1996 gab er zudem Sommerkurse in der Geschichte der Wirtschaftstheorie an der Queen’s University in Kingston, Ontario.
Gordon fungierte als Peer-Reviewer für mehrere Wirtschaftszeitschriften, darunter das Journal of Law and Economics. Von 1976 bis 1977 war Gordon außerdem Präsident der Canadian Economics Association. Gordon spielte 1960 zusammen mit anderen kanadischen Ökonomen eine wichtige Rolle bei der Erzwingung des Rücktritts des Gouverneurs der Bank von Kanada, James Coyne.

## Forschung
H. Scott Gordons Forschungsinteresse galt in den 1960er Jahren zunächst der Wirtschaftsgeschichte, Geldtheorie und -politik sowie der Ökonomie der Rohstoffindustrie. Später befasste er sich außerdem mit der Geschichte aller Sozialwissenschaften und erkenntnistheoretischen Probleme der Sozialforschung. Nach seinem wegweisenden und vielzitierten Artikel über die Ökonomie der Allgemeingüter am Beispiel der Fischerei, Economic Theory of a Common-Property Resource: The Fishery, der 1954 im Journal of Political Economy erschien, veröffentlichte zahlreiche weitere Werke, unter anderem Welfare, Justice, and Freedom (1980). Sein Buch The History and Philosophy of Social Science wurde 1991 von Routledge veröffentlicht, 1999 folgte Controlling the State: Constitutionalism from Ancient Athens to Today (1999), das von der Harvard University Press veröffentlicht wurde.

## Die Tragik der Allmende
Gordons bekanntester Artikel, The Economic Theory of Common-Property Resource: The Fishery wurde 1954 im Journal of Political Economy veröffentlicht. Während vorherige wissenschaftliche Arbeiten die Seefischerei oftmals vor allem aus der Perspektive der Biologie betrachteten, untersuchte Gordon die Seefischerei aus ökonomischer Perspektive. Hierbei stellte er unter anderem fest, dass Probleme der Überfischung aus der Eigenschaft der Fischbestände als Allgemeingüter (common property) resultiert, und schlägt Fangquoten vor. Gordons Betrachtung von Allgemeingütern aus ökonomischer Perspektive erfolgte, noch bevor Garrett Hardin 1968 in seinem Essay ähnliche Mechanismen der Allmendeproblematik am Beispiel gemeinsamer Weideflächen beschrieb.